# Óscar Gans
Óscar B. Gans y López Martínez (La Habana, 12 de mayo de 1903-Ciudad de México, 7 de diciembre de 1965) fue un político cubano. 
Ocupó el cargo de Primer Ministro de Cuba desde el 1 de octubre de 1951 hasta el 10 de marzo de 1952, durante la presidencia de Carlos Prío Socarrás. En 1951 también se desempeñó brevemente como  Ministro de Relaciones Exteriores de Cuba.
Estuvo casado con Sara María Gutiérrez y tuvieron un hijo, Manuel Gans Gutiérrez.